# John Van Alphen
John Van Alphen, eredeti nevén Jan Van Alphen (Antwerpen, 1914. június 17. – 1961. december 19.), néhai belga labdarúgó, hátvéd, középpályás.

## Karrierje
Rövid, tízéves játékoskarrierjét egy csapatban, a Beerschot AC-ban töltötte, amellyel kétszer, 1938-ban és egy évvel később bajnoki címet is szerzett. 32 évesen, tehát viszonylag fiatalon vonult vissza.
A belga válogatottal részt vett az 1938-as vb-n, ahol egy összecsapáson játszott. A nemzeti csapatban összesen tizenegy mérkőzése van.
1960-ban rövid időre belekóstolt az edzősködésbe is, a KSV Waregem csapatánál, azonban egy évvel később, 1961 decemberében tragikusan fiatalon, mindössze 47 évesen életét vesztette.

## Sikerei, díjai
- Belga bajnok: 1938, 1939